# Élise Fontenaille
Œuvres principales
- Brûlements (2005)
- Unica (2006)
- Les Disparues de Vancouver (2010)
- Le Garçon qui volait des avions (2011)
- Les Trois Sœurs et le dictateur (2013)

Élise Fontenaille, née le 10 août 1960 à Nancy (Meurthe-et-Moselle), est une auteure française de romans de littérature générale ainsi que pour la jeunesse, ainsi que de science-fiction.

## Biographie
Élise Fontenaille a suivi des études de sociologie et d'ethnologie à Bordeaux et à Toulouse, puis devient journaliste à Paris. Elle vit ensuite à Vancouver au Canada durant deux ans, travaillant comme attachée de presse au consul de France. Elle s'inspirera ensuite de ce séjour à Vancouver pour en tirer plusieurs romans, dont L'Enfant rouge en 2002, Unica en 2006, Chasseur d'orages en 2009, Les Disparues de Vancouver et La Cérémonie d'hiver en 2010.
De retour à Paris, elle travaille pour plusieurs journaux, dont Actuel. Elle profite d'une période de chômage pour écrire son premier roman, La Gommeuse,, qu'elle publie à 37 ans chez Grasset, en 1997.
Son roman Unica obtient le prix du Lundi (grand prix de la SF) en 2007 et le prix Rosny aîné en 2008. Elle a obtenu plusieurs autres prix, dont le prix Erckmann-Chatrian, en 2010, pour son ouvrage Les Disparues de Vancouver.
En 2012-2013 elle participe à « L'école des écrivains » avec l'Éducation nationale.

## Thèmes d'inspiration

### Vancouver
Élise Fontenaille a vécu deux ans à Vancouver, avant d'avoir publié son premier roman en 1997. Cette ville l'inspirera des années plus tard pour plusieurs de ses romans,. La ville est l'un des lieux de Demain les filles on va tuer papa en 2001, L'Enfant rouge l'année suivante, Chasseur d'orages en 2009. Son polar d'anticipation Unica en 2006 se déroule à Vancouver. En 2010, Les Disparues de Vancouver s'intéresse à l'affaire des femmes disparues du quartier de Downtown Eastside et du tueur en série Robert Pickton. La même année, son roman jeunesse La cérémonie d'hiver se déroule également à Vancouver, autour de l'histoire des indiens Haïdas.

### Romans historiques
L'Enfant rouge en 2002 se penche sur le XIXe siècle, entre Vancouver et la France, s'intéressant à la maladie de la variole et à l'opium. Brûlements en 2005 se déroule à la même période. En 2011, Le Palais de mémoire relate une passion amoureuse d'un jésuite exilé en Chine au XVIIIe siècle. L'Aérostat, en 2008, se situe à Paris, à la fin du XVIIe siècle.
En 2016, son roman jeunesse La Dernière Reine d'Ayiti se déroule à la fin du XVe siècle, lors de la colonisation des Taïnos en Haïti.

### Faits divers ou historiques
Les Disparues de Vancouver en 2010 revient sur l'affaire des femmes disparues du quartier de Downtown Eastside et du tueur en série Robert Pickton. L'année suivante, L'homme qui haïssait les femmes se construit autour de la tuerie de l'École polytechnique de Montréal au Québec, en 1989. Les Trois Sœurs et le dictateur en 2013 se penche sur l'histoire des trois sœurs Mirabal, assassinées en 1960.
Moins tragique, en 2011, le roman jeunesse Le Garçon qui volait des avions revient sur l'histoire de Colton Harris-Moore.

### La Namibie
En 2015, elle publie pour la première fois sous le nom de Élise Fontenaille-N'Diaye deux ouvrages qui se penchent sur la Namibie et son histoire. Un roman jeunesse Eben ou Les yeux de la nuit, et un ouvrage documentaire Blue book, enquête autour du massacre des Héréros et des Namas, au tout début du XXe siècle.

## Prix et distinctions
- 2006 : 
  - Prix Jackie-Bouquin pour Brûlements[12]
  - Feuille d'or de la ville de Nancy, pour Brûlements[13]
  - Prix de l'Académie littéraire de Bretagne et des Pays de la Loire, pour Brûlements[13]
- 2007 : prix du Lundi - Grand prix de la science-fiction française (SF) pour Unica[5]
- 2008 : prix Rosny aîné pour Unica
- 2010 : prix Erckmann-Chatrian pour Les Disparues de Vancouver[12]
- 2011 : 
  - Prix escales littéraires (prix des jeunes en lycée professionnel d'Auvergne) pour Les Disparues de Vancouver[14]
  - Prix littéraire des lycées professionnels du Haut-Rhin pour La Cérémonie d'hiver[13]
  - Prix 12/17 de la Foire du livre de Brive-la-Gaillarde pour Le Garçon qui volait des avions[15]
- 2012 : prix littéraire des MFR (Maisons Familiales Rurales de Maine-et-Loire) pour Le Garçon qui volait des avions[13]
- 2014 : prix NRP de littérature jeunesse pour son roman jeunesse Les Trois Sœurs et le dictateur[16],[10]

## Ouvrages
- La Gommeuse[4], Paris, éditions Grasset et Fasquelle, 1997, 227 p.  (ISBN 978-2246549994) - roman se déroulant au hammam de la mosquée de Paris.
- Le Palais de la femme, Paris, éditions Grasset et Fasquelle, 1999 abc, 193 p.  (ISBN 978-2246590811) - roman autour de la cuisine et de la gastronomie
- Demain les filles on va tuer papa, Paris, éditions Grasset et Fasquelle, 2001, 171 p.  (ISBN 978-2246618317) - roman sur une quête d'identité
- L'Enfant rouge, Paris, éditions Grasset et Fasquelle, 2002, 240 p.  (ISBN 978-2246606512) - roman se déroulant au XIXe siècle, entre Vancouver et la France, la maladie de la variole et l'opium.
- Brûlements, Paris, éditions Grasset et Fasquelle, 2005, 233 p.  (ISBN 978-2246671916) - roman se déroulant en France au XIXe siècle Feuille d'or de la ville de Nancy 2006[13] - Prix de l'Académie Littéraire de Bretagne et des Pays de la Loire 2006[13] - Prix Jackie-Bouquin 2006[12]
- Unica, Paris, éditions Stock, 2006, 160 p.  (ISBN 978-2234058507) - polar d'anticipation autour de la cyber-pédophilie[5], se déroulant à Vancouver. Prix du Lundi ou Grand Prix de la Science-Fiction Française (SF) 2007 - Prix Rosny aîné 2008
- L'Aérostat, Paris, éditions Grasset et Fasquelle, 2008, 270 p.  (ISBN 978-2246734215) - roman se déroulant à Paris, à la fin du XVIIe siècle.
- Un koala dans la tête, Rodez, France, Éditions du Rouergue, coll. « Dacodac », 2009, 32 p.  (ISBN 978-2812600685) - roman jeunesse
- Chasseur d'orages, Rodez, France, éditions du Rouergue, coll. « DoAdo », 2009, 91 p.  (ISBN 978-2812600180) - roman adolescence : road trip d'adolescents quittant Vancouver pour se rendre aux États-Unis.
- L'Été à Pékin, ill. de Frank Seck, Rodez, France, éditions du Rouergue, coll. « Dacodac », 2010, 44 p.  (ISBN 978-2812601224) - roman jeunesse d'une séparation géographique de deux jeunes amies, l'une partant vivre à Pékin.
- La Reine des chats, ill. de Céline Le Gouai, Rodez, France, éditions du Rouergue, coll. « ZigZag », 2010, 107 p.  (ISBN 978-2812601019)
- Les Disparues de Vancouver, Paris, éditions Grasset & Fasquelle, 2010, 175 p.  (ISBN 978-2246736714) - roman autour de l'affaire des femmes disparues du quartier de Downtown Eastside et du tueur en série Robert Pickton.  Prix Erckmann-Chatrian 2010 - Prix escales littéraires (prix des jeunes en lycée professionnel d'Auvergne) 2011[14]
- La Cérémonie d'hiver, Rodez, France, Éditions du Rouergue, coll. « DoAdo noir », 2010, 88 p.  (ISBN 978-2812601170) - roman jeunesse autour de Vancouver et des Indiens Haïdas[9] Prix littéraire des lycées professionnels du Haut-Rhin 2011[13]
- Le Garçon qui volait des avions, Rodez, France, Éditions du Rouergue, coll. « DoAdo », 2011, 59 p.  (ISBN 978-2812602030) - roman adolescence autour de Colton Harris-Moore Prix 12/17 de la Foire du livre de Brive-la-Gaillarde 2011[15] - Prix littéraire des MFR (Maisons familiales rurales de Maine-et-Loire) 2012[13]
- L'Homme qui haïssait les femmes, Paris, éditions Grasset & Fasquelle, 2011, 180 p.  (ISBN 978-2246775911) - roman autour de la tuerie de l'École polytechnique de Montréal au Québec, en 1989.
- Le Palais de mémoire, Paris, éditions Calmann-Lévy, 2011, 168 p.  (ISBN 978-2702142431) - roman autour d'une passion amoureuse d'un jésuite exilé en  Chine au XVIIIe siècle.
- Le Soleil et la mort, Paris, éditions Grasset & Fasquelle, coll. « Lampe de Poche », 2011, 112 p.  (ISBN 978-2246780632) - roman adolescence autour du suicide.
- Les Poings sur les îles, ill. de Violeta Lopiz, Rodez, éditions du Rouergue, 2011, 32 p.  (ISBN 978-2812602405) - album jeunesse
- Ma vie précaire, Paris, éditions Calmann-Lévy, 2012, 180 p.  (ISBN 978-2702143131)
- Pour un carré de chocolat[17], avec Clarisse Buono, illustré par Janik Coat, Grasset jeunesse - roman jeunesse se déroulant en Côte d'Ivoire
- Les Trois Sœurs et le dictateur, collection DoAdo, Rouergue, 2013 - roman jeunesse / adolescence, autour des trois sœurs Mirabal Prix NRP de littérature jeunesse 2014[16],[10]
- Ziza dans l'oasis ; Zizou au désert, illustrations de Marta Orzel, Rouergue, 2014 - ouvrage jeunesse
- La Cité des filles-choisies, collection DoAdo, Rouergue, 2014 - roman jeunesse / adolescence autour des Incas du Pérou.
- Banksy et moi, collection DoAdo, Rouergue, 2014 - roman adolescence autour du graffeur Banksy[18].
- La Révolte d'Éva, Rouergue, 2015, 48 p.  (ISBN 978-2-8126-0964-0) - roman inspiré de l'affaire Ida Beaussart.
- La Dernière Reine d'Ayiti, coll. « DoAdo », Rouergue, 2016  (ISBN 9782812610486) - roman jeunesse / roman ado se déroulant à la fin du XVe siècle, lors de la colonisation des Taïnos en Haïti.
- Bel-Ordure, Paris, éditions Calmann-Lévy, 2016, 215 p.  (ISBN 978-2-7021-5750-3) - roman autour d'une passion amoureuse
- Kill the Indian in the Child, éditions Oskar, 2017
- Les Filles de l'Aigle, illustrations Quentin Duckit, éditions Gallimard, 2017
- Une enquête de Lili & Mado, illustrations Stephanie Marchal, éditions Oskar, 2018
- Alcatraz Indian Land, éditions Oskar, avril 2018
- L'Extraordinaire Voyage du chat de Mossoul raconté par lui-même, Gallimard, 2018
- Dorothy Counts : Affronter la haine raciale, Oskar, coll « Elles ont osé  ! », 2019 - sur Dorothy Counts
- Les 9 de Little Rock : Histoire d'une chanson, Oskar, 2019
- Greta Thunberg : Sauvons la planète ! , Oskar, coll « Elles ont osé  ! », janvier 2020 - sur Greta Thunberg
- Jesse Owens : Le coureur qui défia les nazis, Le Rouergue, mai 2020  - sur Jesse Owens
- La Sourcière, Le Rouergue, mars 2021
- La Malinche, Le Rouergue, janvier 2022
- Célina ; Féina, Le Rouergue, juin 2022
- Diane l'Ensauvagée, Le Rouergue, juin 2023

Sous le nom de Élise Fontenaille-N'Diaye
- Eben ou Les yeux de la nuit, collection DoAdo, Rouergue, 2015 - roman adolescence se déroulant en Namibie, et autour de l'histoire du pays.
- Blue book, Paris, Calmann-lévy, 2015, 212 p.  (ISBN 2-7021-4412-8) - ouvrage autour de la Namibie et du massacre des Héréros et des Namas[11].